# Debora Silvestri
Pour les articles homonymes, voir Silvestri.
Debora Silvestri, née le 8 mai 1998 à Isola della Scala est une coureuse cycliste professionnelle italienne courant exclusivement sur route.

## Biographie
Debora Silvestri commence sa carrière professionnelle auprès de l'équipe de Giovanni Fidanza, Eurotarget-Bianchi-Vitasana, où elle reste deux saisons. Lors de sa première saison, elle se classe notamment 7e du championnat d'Italie. Elle participe à son premier grand tour, en finissant 115e du tour d'Italie.
Elle signe, pour la saison 2020, avec l'équipe Top Girls Fassa Bortolo. Elle participe une nouvelle fois au tour d'Italie, terminant 8e du classement des meilleures jeunes. En fin de saison, elle s'impose en solitaire sur la course open nationale Borgo Panico.
En 2021, elle est sélectionnée par l'Italie pour participer aux championnats d'Europe espoirs.
Début mai 2022, elle profite d'une belle échappée lors de la 2e étape pour remporter le classement de la montagne sur le festival Elsy Jacobs. Le mois suivant, alors qu'elle s'entraine dans le Galvio, elle est percutée par un motocycliste et chute lourdement, en se fracturant le sternum,,. Cette chute met fin à sa saison. 
Elle rejoint alors la toute nouvelle équipe continentale Zaaf cycling pour la saison 2023. Néanmoins l'équipe espagnole est rapidement en proie à des difficultés financières. Le 12 avril, à la suite d'une enquête, l'UCI autorise exceptionnellement les coureuses à s'engager dans d'autres formations sans attendre la date officielle du début du marché des transferts du 1er juin. Debora Silvestri rejoint alors une autre formation espagnole, l'équipe basque de Laboral Kutxa.
En fin de saison 2024, elle remporte sa première course élite, la pionera race.

## Palmarès sur route

### Par années
- 2017
  - Trophée Antonietto Rancilio
- 2021
  - 3e du Grand Prix de Chambéry
  - 3e du Tour de Toscane féminin-Mémorial Michela Fanini
- 2024
  - Pionera Race

### Résultats sur les grands tours

#### Tour d'Italie
4 participations : 
- 2018 : 115e
- 2020 : 26e
- 2021 : 38e
- 2024 : 25e

#### Tour de France
1 participation :
- 2024 : abandon (4e étape)

#### Tour d'Espagne
2 participations : 
- 2024 : non partante (7e étape)
- 2025 : abandon (7e étape)

### Classements mondiaux
| Année                                 | 2018 | 2019 | 2020 | 2021 | 2022 | 2023 | 2024 |
| ------------------------------------- | ---- | ---- | ---- | ---- | ---- | ---- | ---- |
| Classement UCI                        | 604e | nc   | 238e | 108e | 827e | 175e | 254e |
| UCI World Tour                        | nc   | nc   | 134e | 114e | nc   | 198e | 209e |
|                                       |      |      |      |      |      |      |      |
| Légende : nc = non classéSource : UCI |      |      |      |      |      |      |      |